# Aleksandr Zubkov
Aleksandr Jur’evič Zubkov (in russo Александр Юрьевич Зубков?; traslitterazione anglosassone Alexandr Yuryevich Zubkov; Bratsk, 10 agosto 1974) è un ex bobbista ed ex slittinista russo, argento olimpico nel bob a quattro ai Giochi di Torino 2006 e bronzo nel bob a due a quelli di Vancouver 2010 nonché campione mondiale a due a Schönau am Königssee 2011.

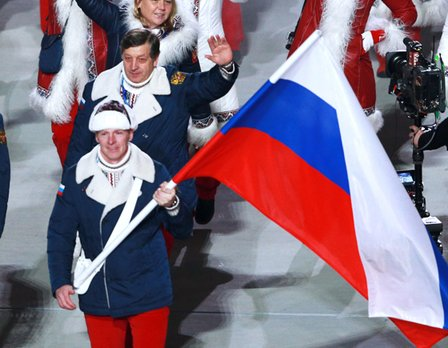
Zubkov in qualità di portabandiera durante la cerimonia d'apertura dei XXI Giochi olimpici invernali di Soči 2014

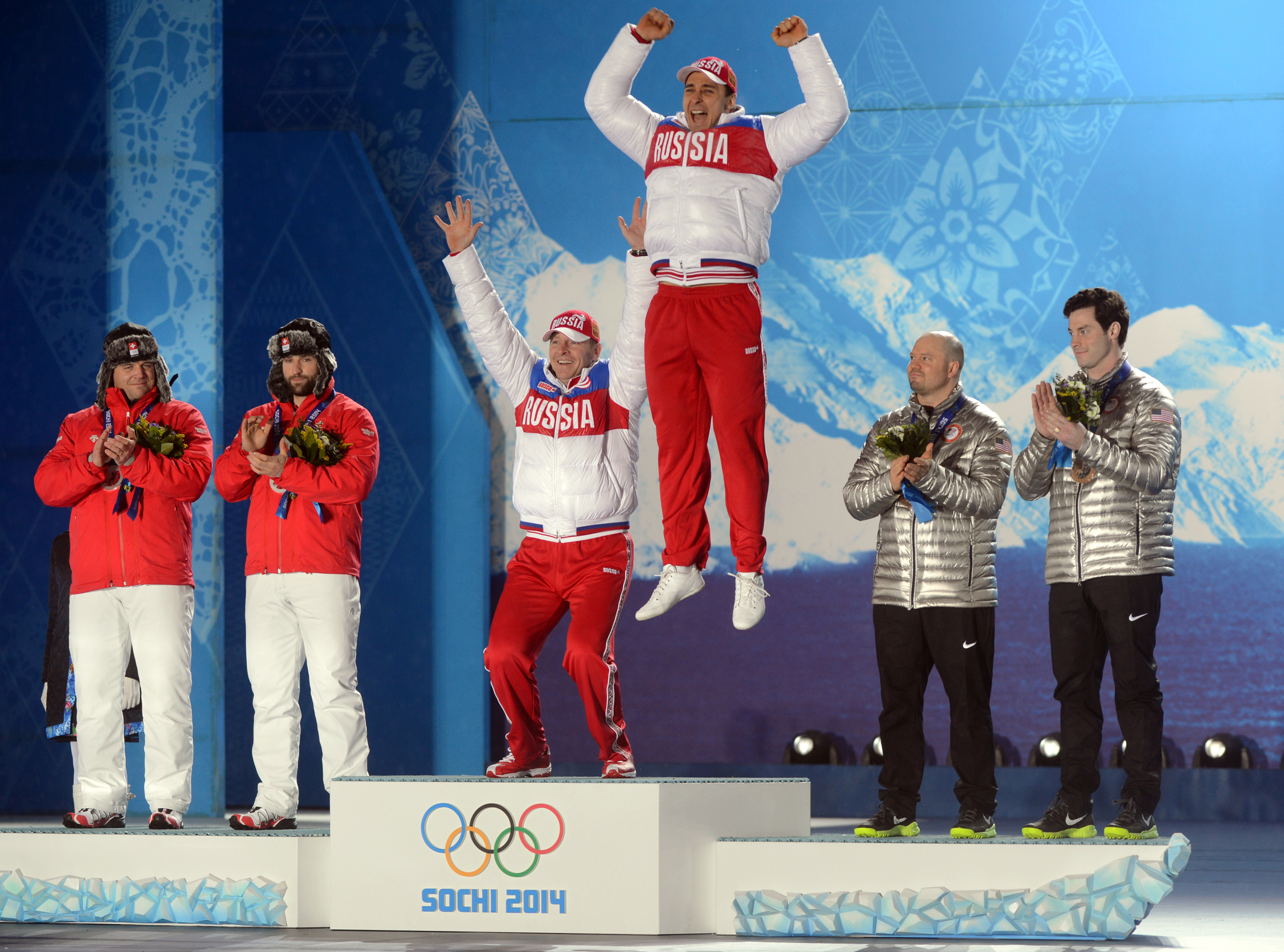
Zubkov (a sinistra) e Aleksej Voevoda sul gradino più alto del podio nel bob a due a

Tra gli atleti più vincenti nella disciplina del bob, detiene tuttora il record di coppe del mondo vinte nella specialità del bob a quattro con cinque sfere di cristallo al suo attivo.
È il padre di Elizaveta Zubkova, skeletonista e bobbista della squadra giovanile russa.
Nel giugno del 2016 è stato eletto presidente della Federazione Russa di Bob e Skeleton.

## Biografia

### Gli inizi nello slittino
Ha iniziato a gareggiare per la nazionale russa di slittino nelle varie categorie giovanili in entrambe le specialità, ottenendo tre medaglie ai mondiali juniores: una d'oro nel doppio ad Igls 1994 in coppia con Danil Čaban
e due d'argento nella gara a squadre a Sigulda 1993 e nella rassegna austriaca dell'anno seguente.
A livello assoluto ha esordito in Coppa del Mondo nella stagione 1993/94, in carriera non ha mai conquistato alcun podio in Coppa ed in classifica generale il suo più importante piazzamento è il dodicesimo posto nel singolo raggiunto nel 1998/99.
Ha preso parte ad una edizione dei Giochi olimpici invernali, a Nagano 1998, dove ha concluso in ventesima posizione la gara individuale.
Ha preso parte altresì a tre edizioni dei campionati mondiali, ottenendo, quali migliori risultati, il quinto posto nella prova a squadre a Lillehammer 1995, la nona posizione nel doppio nella stessa competizione norvegese e la ventesima piazza nel singolo a Schönau am Königssee 1999. Nelle rassegne continentali i suoi più importanti piazzamenti sono il sesto posto nella specialità biposto ed il diciassettesimo nella prova individuale, entrambi raggiunti a Sigulda 1996.

### Il passaggio al bob
Ha abbandonato la carriera slittinistica al termine della stagione 1998/99 per passare alla disciplina del bob, nel ruolo di pilota. Entrato subito a far parte della squadra nazionale, nel 2001 ha fatto il suo esordio nelle massime competizioni internazionali della specialità.
In Coppa del Mondo ha conquistato la prima vittoria il 12 dicembre 2004 ad Igls nella gara del bob a quattro con Sergej Golubev, Aleksej Selivërstov e Dmitrij Stëpuškin. In totale ha vinto ventiquattro tappe in coppa ed ha trionfato in classifica generale per sette volte: una volta nella combinata nel 2008/09, una volta nella competizione a due nel 2010/11 e per cinque volte -record per la specialità- nel bob a quattro: nel 2004/05, nel 2005/06, nel 2008/09, nel 2011/12 e nel 2012/13.
Nel bob ha preso parte a quattro edizioni dei Giochi olimpici invernali: a Salt Lake City 2002 è giunto in diciottesima posizione nel bob a due ed in sedicesima nel bob a quattro, a Torino 2006 ha chiuso la gara al quarto posto nella specialità biposto ed ha conquistato la medaglia d'argento in quella a quattro, a Vancouver 2010 è giunto terzo nel bob a due e non è riuscito a portare a termine la gara del bob a quattro ed a Soči 2014, occasione in cui ha avuto l'onore di sfilare quale portabandiera della delegazione russa durante la cerimonia inaugurale, ha vinto la medaglia d'oro in ambedue le specialità. Il 24 novembre 2017 la commissione disciplinare del Comitato Olimpico Internazionale prese atto delle violazioni alle normative antidoping compiute da Zubkov in occasione delle Olimpiadi di Soči, annullando conseguentemente i risultati ottenuti, obbligandolo a restituire le medaglie ricevute e proibendogli di partecipare a qualunque titolo a future edizioni dei Giochi olimpici. Il 1º febbraio 2018 il Tribunale Arbitrale dello Sport, dopo aver preso in esame il ricorso presentato da Zubkov, ha confermato la squalifica comminatagli dal CIO, annullando tuttavia il divieto di partecipare a qualunque titolo a future edizioni delle olimpiadi.
Ha preso parte altresì ad otto edizioni dei campionati mondiali, aggiudicandosi in totale sei medaglie, delle quali una d'oro a Schönau am Königssee 2011 nel bob a due. Nelle rassegne continentali ha ottenuto quattro titoli europei, due nella specialità biposto a Cesana Torinese 2008 ed a Winterberg 2011 e due in quella a quattro ad Altenberg 2005 ed a Sankt Moritz 2009.
Si è ritirato dalle competizioni nel 2014, al termine delle olimpiadi.

### Riconoscimenti
A seguito della medaglia di bronzo olimpica vinta a Vancouver 2010 è stato decorato della Medaglia dell'ordine al merito per la Patria (II classe); per le due medaglie d'oro olimpiche vinte a Soči 2014, a febbraio del 2014 è stato inoltre insignito dell'Ordine al merito per la Patria (IV Classe). Nel 2007 era altresì già stato decorato con l'Ordine dell'Amicizia.

## Palmarès

### Slittino

#### Mondiali juniores
- 3 medaglie:
  - 1 oro (doppio ad Igls 1994);
  - 2 argenti (gara a squadre a Sigulda 1993; gara a squadre ad Igls 1994).

#### Coppa del Mondo
- Miglior piazzamento in classifica generale nel singolo: 12º nel 1998/99.

### Bob

#### Olimpiadi
- 2 medaglie:
  - 1 argento (bob a quattro a Torino 2006);
  - 1 bronzo (bob a due a Vancouver 2010).

#### Mondiali
- 6 medaglie:
  - 1 oro (bob a due a Schönau am Königssee 2011);
  - 3 argenti (bob a quattro a Calgary 2005; bob a quattro ad Altenberg 2008; bob a quattro a Sankt Moritz 2013);
  - 2 bronzi (bob a quattro a Lake Placid 2003; bob a due ad Altenberg 2008).

#### Europei
- 7 medaglie:
  - 4 ori (bob a quattro ad Altenberg 2005; bob a due a Cesana Torinese 2008; bob a quattro a Sankt Moritz 2009; bob a due a Winterberg 2011);
  - 2 argenti (bob a quattro a Winterberg 2011; bob a quattro ad Altenberg 2012);
  - 1 bronzo (bob a quattro a Sankt Moritz 2006).

#### Coppa del Mondo
- Vincitore della Coppa del Mondo nella specialità della combinata nel 2008/09;
- Vincitore della Coppa del Mondo nella specialità del bob a due nel 2010/11;
- Vincitore della Coppa del Mondo nella specialità del bob a quattro nel 2004/05, nel 2005/06, nel 2008/09, nel 2011/12 e nel 2012/13.
- 63 podi (19 nel bob a due, 44 nel bob a quattro)[4]:
  - 24 vittorie (7 nel bob a due, 17 nel bob a quattro);
  - 22 secondi posti (6 nel bob a due, 16 nel bob a quattro);
  - 17 terzi posti (6 nel bob a due, 11 nel bob a quattro).

##### Coppa del Mondo - vittorie
| Data             | Luogo                | Paese       | Disciplina                                                            |
| ---------------- | -------------------- | ----------- | --------------------------------------------------------------------- |
| 12 dicembre 2004 | Igls                 | Austria     | a quattro con Sergej Golubev, Aleksej Selivërstov e Dmitrij Stëpuškin |
| 13 febbraio 2005 | Lake Placid          | Stati Uniti | a quattro con Sergej Golubev, Aleksej Selivërstov e Dmitrij Stëpuškin |
| 20 novembre 2005 | Lake Placid          | Stati Uniti | a quattro con Sergej Golubev, Aleksej Selivërstov e Aleksej Voevoda   |
| 10 dicembre 2005 | Igls                 | Austria     | a due con Aleksej Voevoda                                             |
| 28 gennaio 2006  | Altenberg            | Germania    | a due con Aleksej Voevoda                                             |
| 29 gennaio 2006  | Altenberg            | Germania    | a quattro con Sergej Golubev, Aleksej Selivërstov e Aleksej Voevoda   |
| 16 dicembre 2007 | Lake Placid          | Stati Uniti | a quattro con Aleksej Selivërstov, Filipp Egorov e Aleksej Andrjunin  |
| 19 gennaio 2008  | Cesana Torinese      | Italia      | a due con Aleksej Voevoda                                             |
| 9 febbraio 2008  | Winterberg           | Germania    | a due con Aleksej Voevoda                                             |
| 14 dicembre 2008 | Igls                 | Austria     | a quattro con Roman Oreshnikov, Dmitrij Trunenkov e Dmitrij Stëpuškin |
| 18 gennaio 2009  | Sankt Moritz         | Svizzera    | a quattro con Roman Orešnikov, Dmitrij Trunenkov e Dmitrij Stëpuškin  |
| 12 febbraio 2009 | Park City            | Stati Uniti | a due con Aleksej Voevoda                                             |
| 11 dicembre 2010 | Park City            | Stati Uniti | a due con Dmitrij Trunenkov                                           |
| 12 dicembre 2010 | Park City            | Stati Uniti | a quattro con Filipp Egorov, Dmitrij Trunenkov e Nikolaj Chrenkov     |
| 22 gennaio 2011  | Winterberg           | Germania    | a due con Aleksej Voevoda                                             |
| 6 febbraio 2011  | Cesana Torinese      | Italia      | a quattro con Filipp Egorov, Dmitrij Trunenkov e Nikolaj Chrenkov     |
| 3 dicembre 2011  | Igls                 | Austria     | a quattro con Filipp Egorov, Dmitrij Trunenkov e Nikolaj Chrenkov     |
| 15 gennaio 2012  | Schönau am Königssee | Germania    | a quattro con Filipp Egorov, Dmitrij Trunenkov e Maksim Mokrousov     |
| 5 febbraio 2012  | Whistler             | Canada      | a quattro con Filipp Egorov, Dmitrij Trunenkov e Maksim Mokrousov     |
| 10 novembre 2012 | Lake Placid          | Stati Uniti | a quattro con Aleksej Negodajlo, Dmitrij Trunenkov e Maksim Mokrousov |
| 17 novembre 2012 | Park City            | Stati Uniti | a quattro con Aleksej Negodajlo, Dmitrij Trunenkov e Maksim Mokrousov |
| 24 novembre 2012 | Whistler             | Canada      | a quattro con Aleksej Negodajlo, Dmitrij Trunenkov e Maksim Mokrousov |
| 9 dicembre 2012  | Winterberg           | Germania    | a quattro con Aleksej Negodajlo, Dmitrij Trunenkov e Maksim Mokrousov |
| 13 gennaio 2013  | Schönau am Königssee | Germania    | a quattro con Aleksej Negodajlo, Dmitrij Trunenkov e Maksim Mokrousov |